# John P. Ryan
John Patrick Ryan, algumas vezes creditado também como John Ryan (Nova Iorque, 30 de julho de 1936 — Los Angeles, Califórnia, 20 de março de 2007), foi um prolífico ator secundário/coadjuvante estadunidense, arquetipado como intérprete de homens pouco expressivos, militares durões e vilões de mau caráter. Dentre inúmeros personagens vividos, Ryan ganhou maior notoriedade em papéis como o brutal e vingativo guarda prisional Ranken em Expresso Para o Inferno em 1985 e o perverso mafioso Nathan White em Desejo de Matar 4: Operação Crackdown em 1987. Teve quase 4 décadas de atuação teatral e televisiva até sua morte.

## Biografia
Filho de imigrantes irlandeses, John teve uma infância difícil. Graduou-se no Rice High School e posteriormente começou a estudar inglês no City College of New York, onde atuou alguns meses como professor e começou a dar sinais de interesse por atuação teatral. Após terminar seus estudos, serviu por seis anos ao Exército Norte-Americano, para o qual trabalhou como investigador de seguros de vida, antes de começar de fato a buscar uma carreira como ator. Seu início como ator também não foi fácil, pois segundo vários diretores, "ele não tinha o aspecto de um galã, seu rosto e voz eram frios e sinistros". Sua primeira "ponta" foi num episódio extra do seriado FBI, em 1967, fato este que chamou a atenção de seu melhor amigo, o também ator Jack Nicholson, que era fã da série e apresentou John para o diretor Bob Rafelson. Seu primeiro papel fixo foi o guarda-costas pessoal do personagem Toni em Um Tigre de Alcova. Desde esta época, com sua personalidade forte e sua forma intensa de atuação, Ryan colecionou personagens em sua maioria de persona obscura, homens empedernidos, durões, pouco emotivos, bem como bandidos cruéis, drogados, psicopatas e criminosos em geral; à parte isto, duas exceções em sua carreira: a primeira no filme Cada Um Vive Como Quer, de 1970, onde interpretou o cínico, irônico e sarcástico Enfermeiro Spicer, e a segunda - considerada sua atuação mais "simpática" - foi em It's Alive, de 1974 (e sua continuação A Volta do Monstro, em 1978), onde encarnou Frank Davis, um homem melancólico e relutante em deixar que destruam o monstruoso bebê assassino que é seu filho recém-nascido. Durante as gravações de uma cena de voo de helicóptero do filme Conexão Delta 2: Conexão Colômbia, onde viveu o General Taylor, o ator ficou seriamente ferido na queda da aeronave, resultando na morte de cinco pessoas e mais duas feridas, todas pertencentes ao filme.
De maneira paralela à atuação em filmes, televisão e teatros, o ator, em seus últimos anos de vida, também trabalhou aplicando aulas particulares de atuação e desenvolveu um passatempo de estudar avidamente sobre assuntos relacionados ao mundo espiritual (tais como reiki, terapia de sonhos, curas espirituais e ocultismo) - inclusive como uma espécie de mentor e conselheiro destas áreas. 
John Patrick Ryan faleceu em 20 de março de 2007, aos 70 anos, em sua casa, vítima de derrame cerebral, em Los Angeles, Califórnia, Estados Unidos. O corpo do ator foi transladado para Nova Iorque, a pedido póstumo do próprio, e sepultado na ala nordeste do Genola Rural Cemetery, no Condado de Suffolk, no mesmo Estado. Deixou duas filhas, cuja mãe nunca teve seu nome divulgado publicamente.

## Filmografia

### Filmes
- Ligadas Pelo Desejo (1996) - Micky Malnato
- Super-Heróis do Oeste (1995) - Grub
- Bad Blood (1994) - John Blackstone
- Les Patriotes (1994) - Arthur
- Batman: A Máscara do Fantasma (1993) - Buzz Bronski (voz)
- Areias Brancas (1992) - Traficante de armas (não creditado)
- Star Time (1992) - Sam Bones
- Hoffa: O Preço do Poder (1992) - Red Bennett
- Blood River (1991) - Rancheiro Henry Logan
- Class of 1999 (1990) - Sr. Hardin
- Operação Kickbox (1989) - Jennings
- Comando Delta 2: Conexão Colômbia (1989) - General Taylor
- Eternity (1989) - Juiz-Reverendo Thomas Vandervere
- Paramedics (1988) - Capitão Prescott
- City of Shadows (1987) - Sargento Firemann
- Desejo de Matar 4: Operação Crackdown (1987) - Nathan White
- Um Tira de Aluguel (1987) - Wieser
- Te Pego Lá Fora (1987) - Sr. O'Rourke
- Fatal Beauty (1987) - Tenente Kellerman
- A Vingança de 1 Predador (1986) - Professor Elliot Glastenbury
- Expresso Para o Inferno (1985) - Guarda Ranken
- Cotton Club (1984) - Joe Flynn
- Shooting Stars (1983) - McGee
- A Força do Amor (1983) - Tenente Parmental
- Os Eleitos: Onde o Futuro Começa (1983) - Chefe do projeto
- Miss Lonelyhearts (1983) - Peter Doyle
- O Pequeno Mágico (1982) - Vernon
- O Destino Bate à Sua Porta (1981) - Kennedy
- Willow B: Women In Prison (1980) - Sr. Canady
- A Última Viagem da Arca de Noé (1980) - Coslough
- A Volta do Monstro (1978) - Frank Davis
- Duelo de Gigantes (1976) - Si
- Ano 2003: Operação Terra (1976) - Dr. Schneider
- Nasce Um Monstro (1974) - Frank Davis
- Dillinger: O Gângster dos Gângsteres (1973) - Charles Mackley
- O Dia dos Loucos (1972) - Surtees
- Cada Um Vive Como Quer (1970) - Enfermeiro Spicer
- Um Tigre de Alcova (1967) - Guarda-costas particular de Toni

### Séries de TV
- As Aventuras de Brisco County Jr. (1993) - Xerife Bob Cavendish (episódio: "Showdown")
- Johnny Bago (1993) - Delegado (episódio: "Johnny's Manly Act")
- Miami Vice (1989) - Jake Manning (episódio: "The Cell Within")
- Faerie Tale Theatre (1987) - Hendrick Hudson/Narrador (episódio: "Rip Van Winkle")
- Cagney & Lacey (1985) - Philip Corrigan (episódio: "Organized Crime")
- Matt Houston (1985) - não creditado (episódio: "The Nightmare Man")
- Simon & Simon (1984) - Stewart Crawford (episódio: "Break a Leg, Darling")
- M*A*S*H (1982) - Major Van Zandt (episódio: "That Darn Kid")
- Os Gatões (1981) - Theodore "Teddy" Helmsley (episódio: "Rat Crackers")
- Hart to Hart (1980) - Milo Vitt (episódio: "Murder, Murder on the Wall")
- Buck Rogers No Século XXV (1980) - Kurt Belzack (episódio: "Twiki is Missing")
- Kaz (1979) - não creditado (episódio: "A Piece of Cake")
- Hawaii Five-O (1979) - Guido Maroni (episódio: "Good Help is Hard to Find")
- Starsky and Hutch (1977 e 1979) - Detetive Luke Huntley (episódio: "Birds of a Feather", de 1977) / Frank Malone (episódio: "I Love You, Rose Malone", de 1979)
- The Rockford Files (1977) - Dearborn (episódio: "Dirty Money, Black Light")
- Matt Helm (1975) - Carl Ainsley (episódio: "Murder on the Run")
- Archer (1975) - Tenente Barney Brighton (episódios: "Blood Money", "The Vanished Man", "Shades of Blue", "The Turkish Connection")
- Police Woman (1975) - Collier (episódio: "Sidewinder")
- Kojak (1974) - Peter Ibbotson (episódio: "Cop in a Cage" ["O Tira Enjaulado"])

## ligações externas
- John P. Ryan. no IMDb.